# يليزافيتا كالانينا
يليزافيتا كالانينا (مواليد 1 فبراير 1995) هي لاعبة جودو أوكرانية.

## روابط خارجية
- يليزافيتا كالانينا على موقع الفيدرالية الدولية للجودو (الإنجليزية)
- يليزافيتا كالانينا على موقع JudoInside.com (الإنجليزية)
- يليزافيتا كالانينا على موقع AllJudo.net (الفرنسية)
- يليزافيتا كالانينا على موقع اللجنة الأولمبية الدولية (الإنجليزية)
- يليزافيتا كالانينا على موقع أوليمبيديا (الإنجليزية)